# Technologie-Quartier

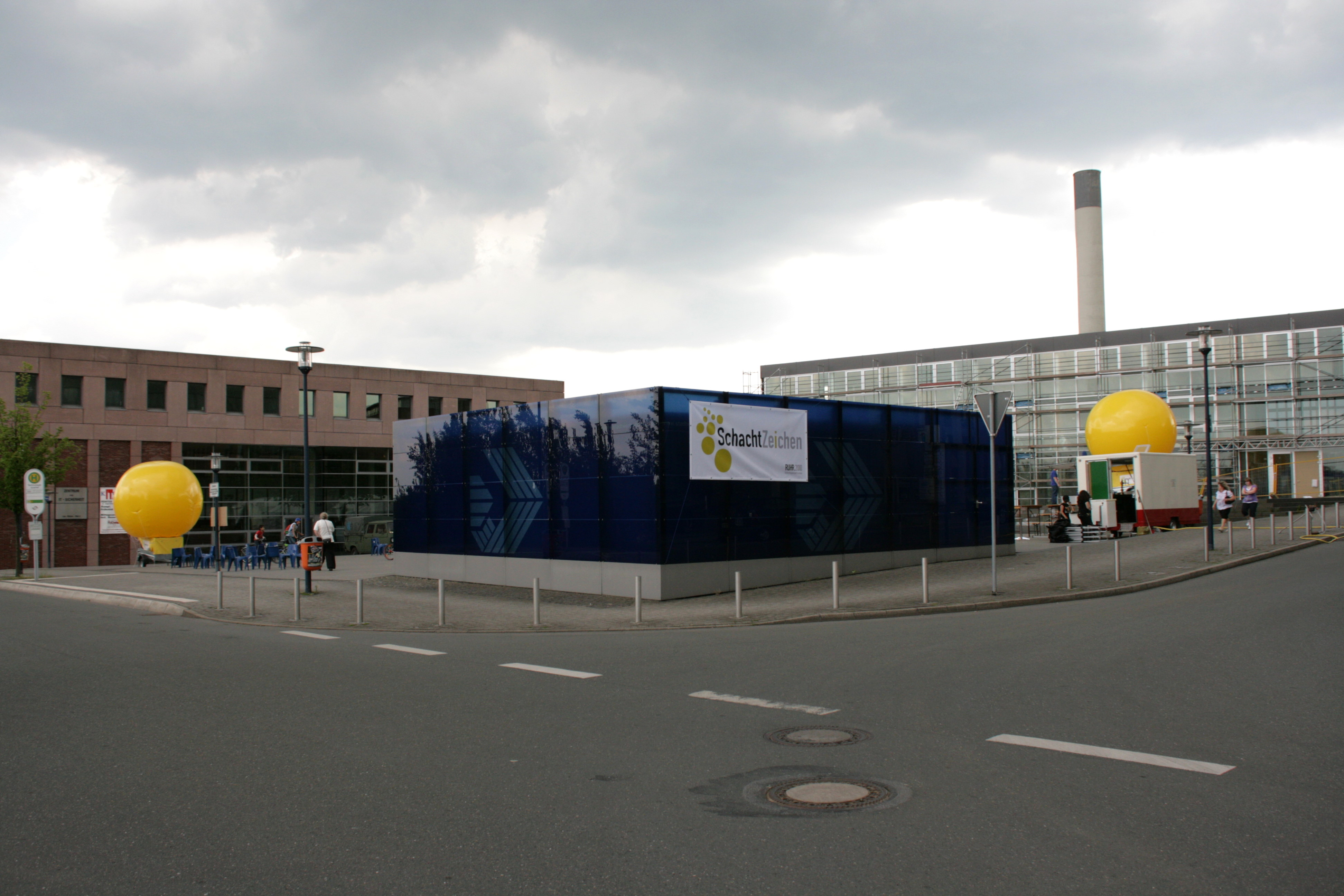
Aktion Schachtzeichen, 2010

Das Technologie-Quartier ist ein 12 Hektar großes Gewerbegebiet in Bochum-Querenburg. Es befindet sich auf dem Gelände der ehemaligen Zeche Mansfeld (Zeche Mansfeld V, Schacht Urbanus 5), östlich der Hochschule Bochum. Die Entwicklung zum Gewerbegebiet wird von der Stadt Bochum seit 1995 verfolgt. Am Standort haben u. a. QVC und Tieto Niederlassungen. Zentrale Achse ist die Lise-Meitner-Allee. Den Mittelpunkt bildet der Leonardo-da-Vinci-Platz. Am Rand des Geländes zum Königsbüscher Wäldchen hin befindet sich auch das Heizkraftwerk der Ruhr-Universität Bochum.
Das zweite Gewerbepark im Westen der beiden Hochschulen ist der Gesundheitscampus NRW.